# Communauté de communes Cœur Sud Oise
La communauté de communes Cœur Sud Oise (CCCSO) est une ancienne communauté de communes française, située dans le département de l'Oise, créée en 2010 à la suite de l'éclatement de la communauté de communes du Pays de Senlis.

## Histoire
À la suite d'importantes dissensions au sein de la communauté de communes du Pays de Senlis, qui regroupait 19 communes, le préfet de l'Oise a dissout cette intercommunalité le 30 avril 2009 et créé en remplacement deux nouvelles structures :
- la communauté de communes des Trois Forêts (Oise) (CCTF), regroupant cinq communes regroupées sur Senlis ;
- la communauté de communes Cœur Sud Oise, regroupant treize communes rurales, dont la plus importante est Thiers-sur-Thève.
Cette scission a pris effet le 1er janvier 2010 et la nouvelle intercommunalité créée par un arrêté préfectoral du 30 décembre 2009.
Orry-la-Ville, plutôt liée à Senlis mais n'ayant aucune continuité avec la CCTF, s'est retrouvée isolée et a rejoint la communauté de communes de l'aire cantilienne au 1er janvier 2014.
Dans le cadre des dispositions de la loi portant nouvelle organisation territoriale de la République (Loi NOTRe) du 7 août 2015, qui prévoit que les établissements publics de coopération intercommunale (EPCI) à fiscalité propre doivent avoir un minimum de 15 000 habitants,, le schéma départemental de coopération intercommunale approuvé par le préfet de l'Oise le 24 mars 2016 prévoit notamment la fusion de la communauté de communes des Trois Forêts et de la communauté de communes Cœur Sud Oise. 
Après consultation des conseils municipaux et communautaires concernés, la nouvelle intercommunalité, recréant l'ancienne communauté de communes du Pays de Senlis (sans Orry-la-Ville), dont la scission en 2010 avait créée ces deux intercommunalités, est constituée au 1er janvier 2017 par un arrêté préfectoral du 14 novembre 2016  sous le nom de communauté de communes Senlis Sud Oise.

## Territoire communautaire

### Géographie
Cœur Sud Oise regroupait 13 communes rurales et constituait un territoire situé au sud du département de l'Oise, situé à proximité des pôles économiques majeurs que sont la région parisienne et l’aéroport de Paris-Charles-de-Gaulle.
Ce territoire est bordé au sud par la Thève et la forêt d’Ermenonville et s’étend vers le nord jusqu’à la forêt d’Halatte et le plateau du Valois.
Il est traversé par trois axes routiers importants :  l’autoroute A1, l'ex RN 17 (actuelle RD 1017), et la RN 330.
Par son nombre d'habitants, c'était la plus petite communauté de communes du département de l'Oise.

### Composition
Cette communauté de communes était composée en 2016 des 13 communes suivantes :
| Nom                     | Code Insee | Gentilé         | Superficie (km2) | Population (dernière pop. légale) | Densité (hab./km2) |
| ----------------------- | ---------- | --------------- | ---------------- | --------------------------------- | ------------------ |
| Ognon (siège)           | 60475      | Ognonnais       | 4,82             | 153 (2014)                        | 32                 |
| Barbery                 | 60045      | Barberisiens    | 7,60             | 560 (2014)                        | 74                 |
| Borest                  | 60087      |                 | 12,78            | 331 (2014)                        | 26                 |
| Brasseuse               | 60100      | Brasseusois     | 8,30             | 90 (2014)                         | 11                 |
| Fontaine-Chaalis        | 60241      |                 | 33,11            | 361 (2014)                        | 11                 |
| Mont-l'Évêque           | 60421      |                 | 14,18            | 407 (2014)                        | 29                 |
| Montépilloy             | 60415      | Montépillusiens | 5,86             | 160 (2014)                        | 27                 |
| Montlognon              | 60422      |                 | 5,24             | 190 (2014)                        | 36                 |
| Pontarmé                | 60505      | Pontarméens     | 13,24            | 831 (2014)                        | 63                 |
| Raray                   | 60525      | Rarésiens       | 6,72             | 156 (2014)                        | 23                 |
| Rully                   | 60560      | Rullyotins      | 15,45            | 727 (2014)                        | 47                 |
| Thiers-sur-Thève        | 60631      | Thierois        | 6,25             | 1 051 (2014)                      | 168                |
| Villers-Saint-Frambourg | 60682      | Frambourgeois   | 9,72             | 559 (2014)                        | 58                 |

### Démographie
| 1968  | 1975  | 1982  | 1990  | 1999  | 2009  | 2014  |
| ----- | ----- | ----- | ----- | ----- | ----- | ----- |
| 4 213 | 4 234 | 4 456 | 5 150 | 5 330 | 5 709 | 5 576 |

## Administration

### Siège
Le siège de la communauté était en mairie du village d'Ognon, 1 place de l'Église.

### Élus
La communauté de communes était administrée par son Conseil communautaire, composé de conseillers municipaux représentant chacune des communes membres.

### Liste des présidents
| Période | Période       | Identité         | Étiquette | Qualité                     |
| ------- | ------------- | ---------------- | --------- | --------------------------- |
| 2010    | décembre 2016 | Alain Battaglia, |           | Maire de Pontarmé (2008 → ) |

### Compétences
La communauté exerçait les compétences que lui avaient transférées les communes membres, dans les conditions fixées par le code général des collectivités territoriales. Il s'agissait de : 
- Aménagement de l’espace : SCOT, schéma de secteur ; création de ZAC ;
- Développement et aménagement économique;
- Protection et mis en valeur de l’environnement et soutien aux actions de maîtrise de la demande d'énergie ;
- Assainissement non collectif ;
- Action sociale : service à la personne, crèches, haltes garderies, RAM) ;
- Création, aménagement, entretien de la voirie : création des voies d’accès aux zones d’activités communautaires, entretien voirie ; pistes cyclables ;
- Construction, entretien, fonctionnement d’équipements culturels et sportifs ;
- Très haut débit ;
- Création, aménagement et gestion des réseaux verts.

### Régime fiscal et budget
La communauté de communes était un établissement public de coopération intercommunale à fiscalité propre.
Afin de financer l'exercice de ses compétences, la communauté de communes percevait une fiscalité additionnelle aux impôts locaux des communes, sans fiscalité professionnelle de zone (FPZ ) et sans fiscalité professionnelle sur les éoliennes (FPE).